# José Vitor Rodrigues Ribeiro da Silva
José Vitor Rodrigues Ribeiro da Silva genannt Zé Vitor (* 23. September 1991 in São José do Rio Preto) ist ein brasilianischer Fußballspieler.

## Vereinskarriere
Zé Vitor spielte in seiner Jugend für FC São Paulo. Dort schaffte er auch den Sprung in die A-Mannschaft. Sein erstes Spiel in der Campeonato Brasileiro de Futebol absolvierte er am 8. September 2010 gegen Flamengo Rio de Janeiro. Im September 2011 wechselte er erst zur Leihe zum ŠK Slovan Bratislava für die Saison 2011/12, Slovan hat die Option ihn nach der Saison zu verpflichten.